# Gösta Smitt
Gösta Johan Jakob Smitt, född 24 april 1877 i Stockholm, död i maj 1951 i Karlskoga, var en svensk väg- och vattenbyggnadsingenjör.
Smitt, som var son till professor Fredrik Adam Smitt och Freja Pålman, avlade mogenhetsexamen vid Norra Real i Stockholm 1897 och utexaminerades från Kungliga Tekniska högskolan 1901. Han var ingenjör vid Norrköpings stads byggnadskontor 1902–1903, förste biträdande ingenjör där 1903–1905, vikarierande lektor vid Tekniska elementarskolan i Norrköping 1905, stadsbyggmästare och arbetschef i Härnösands stad 1905–1909, byggnadschef och stadsingenjör i Västerås stad från 1910 och bedrev även konsulterande verksamhet. Han genomgick militärkurs för inträde i Väg- och vattenbyggnadskåren 1901 och blev i nämnda kår löjtnant 1907, kapten 1916 och major 1929. Smitt är begravd på Norra begravningsplatsen utanför Stockholm.